# Fat Joe
Jose Antonio Cartagena (New York, 1970. augusztus 19. –), ismertebb nevén Fat Joe amerikai rapper.
Az 1990-es évek elején kapta meg az első lemezszerződését, és nem sokkal ezután meg is jelent Represent című debütáló albuma. A rapper azóta nagyjából kétévente adja ki az újabb lemezeit, amelyen a rapvilág legnagyobb sztárjai szoktak közreműködni. Következő albuma a Things of That Nature lesz, amelyen a hírek szerint Nelly, Just Blaze és Scott Torch is hallható lesz, és márciusban jelenik meg  az albuma.

## Diszkográfia
- Represent (1993, Fat Joe da Gangstaként)
- Jealous One's Envy (1995)
- Don Cartagena (1998)
- Jealous Ones Still Envy (J.O.S.E.) (2001)
- Loyalty (2002)
- All or Nothing (2005)
- Me, Myself & I (2006)
- The Elephant in the Room (2008)
- The Crack Era (2008)
- Jealous Ones Still Envy 2 (J.O.S.E. 2) (2009)
- The Darkside Vol. 1 (2010)
- The Darkside Vol. 2 (TBA)
- The Darkside Vol. 3 (TBA)

## Filmográfia
- Thicker Than Water (1999) - Lonzo Medina
- Prison Song (2001)
- Empire (2002)
- Horrorra akadva 3. (2003) - önmaga
- Happy Feet (2006) - Seymour hangja
- Mindent egy lapra (2022) - önmaga

## Külső hivatkozások
- Lövöldözésbe keveredett Fat Joe